# الغراب والثعلب

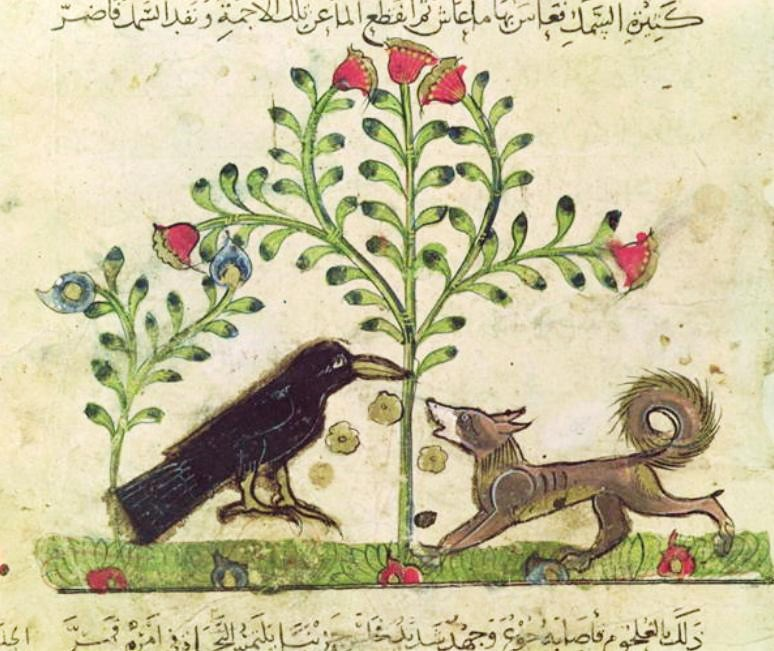
رسمة مقتبسة عن كتاب كليلة ودمنة

الغراب والثعلب حكاية من خرافات إيسوب ولها نسخ يونانية ولاتينية وهي تحذر من الإنصات للإطراء والمديح. ومرقمة برقم 124 في مؤشر بيري.

## الحكاية

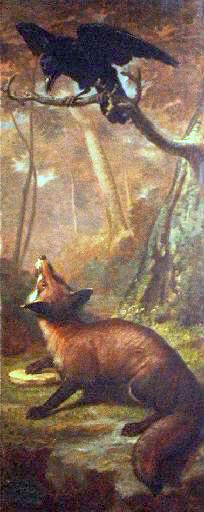
الغراب والثعلب

في أحد أيام الصيف شديدة الحرارة، وقف غراب أسود الريش، ذو منقار أصفر رفيع، وجسم ممتلئ، تبدو عليه علامات الطيبة والصدق والتسامح، وقف على شجرة عالية كثيرة الأغصان في وسط حديقة جميلة، أشجارها كثيفة، وأرضها فسيحة خضراء تكثر فيها الطيور المغردة، والزهور الملونة، وقد وضع في فمه قطعة جبن صفراء، وفي تلك الأثناء مر ثعلب رمادي الفراء، عيناه غائرتان، وفكه كبير، وأسنانه حادة، وجسمه نحيل من شدة الجوع، يبدو عليه المكر والحيلة والدهاء.
أراد الثعلب خداع الغراب للحصول على قطعة الجبن؛ ولأنه يعلم أن الشجرة عالية، وهو لا يستطيع الطيران للوصول إلى الغراب، طلب منه أن يغني ليستمتع بصوته الجميل، وما إن فتح الغراب فمه حتى وقعت قطعة الجبن في فم الثعلب الذي جرى وهو يشعر بالفخر والانتصار.